# 버바 검프 슈림프 컴퍼니

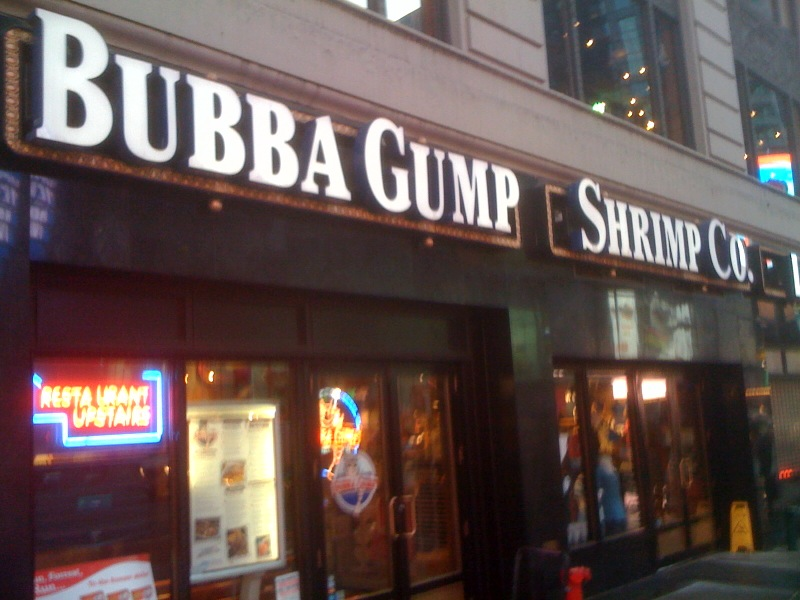
타임스 스퀘어에 위치한 버바 검프 레스토랑

버바 검프 슈림프 컴퍼니(Bubba Gump Shrimp Company)는 1994년 영화 《포레스트 검프》의 영향을 받아 1996년 설립된 미국의 해산물 레스토랑 체인이다. 2010년 9월 시점으로, 전 세계에 레스토랑이 32개 있다. 미국에 22개, 일본에 3개, 멕시코에 2개, 말레이시아에 2개, 필리핀, 인도네시아, 홍콩에 각각 1개가 있다. 첫 버바 검프 레스토랑은 1996년 캘리포니아주 몬터레이에 세워졌다. 처음에는 바이어컴의 소유였으나, 2010년부터는 랜드리스 레스토랑의 일환으로 운영되고 있다. 본사는 텍사스주 휴스턴에 위치하고 있다.

## 같이 보기
- 포레스트 검프